# Proboloptera leucoprepes
Proboloptera leucoprepes är en fjärilsart som beskrevs av Turner 1904. Proboloptera leucoprepes ingår i släktet Proboloptera och familjen mätare. Inga underarter finns listade i Catalogue of Life.